# Anchylarthron cornutum
Anchylarthron cornutum är en skalbaggsart som först beskrevs av Brendel 1865.  Anchylarthron cornutum ingår i släktet Anchylarthron och familjen kortvingar. Inga underarter finns listade i Catalogue of Life.